# Línia 6 del TRAM Metropolità d'Alacant
La línia 6 està previst que siga una de les huit línies del TRAM Metropolità d'Alacant, que serveix la zona metropolitana d'Alacant i la Marina. Aquesta línia està encara en projecte. Recentment anunciada, comunicarà el centre de la ciutat amb el cementeri municipal, passant pels barris de Benalua i la Florida.